# Trier (Rose)
Die Kletterrose Trier, eine Moschus-Rose, wurde 1904 von Peter Lambert eingeführt. Sie wurde aus einem Sämling der Multiflora-Hybride Aglaia gezogen und ist eine der bedeutendsten Rosensorten Lamberts, auf der viele bekannte Rosen basieren.
Anfangs gelb, entwickelt sie kleine, duftende Blüten mit cremeweißer Farbe und auffallenden goldenen Staubgefäßen. Die wenig bestachelte Kletterrose kann auch als Strauch gehalten werden und ist bis −29 °C winterhart (USDA-Zone 5); sie ist eine der frosthärtesten Moschata-Hybriden und eine der ersten dauerblühenden Kletterrosen. Im Herbst entwickelt sie ovale kleine Hagebutten.